# Forest-Montiers
Forest-Montiers est une commune française située dans le département de la Somme en région Hauts-de-France.
La vie du village, jusqu'à peu de temps avant la Révolution française, est liée à la présence des religieux. Puissance foncière, politique, autant que spirituelle, l'abbaye de Forest-Montiers marque le passé. La vocation agricole du territoire est accompagnée d'une évolution vers le tourisme, liée à la proximité de la baie de Somme, des plages de la Côte d'Opale et de la forêt de Crécy. La sortie 24 de l'autoroute A16 renforce l'attractivité de cette collectivité qui bénéficie d'une situation privilégiée entre le nord de l'Europe et le bassin parisien.
Depuis juillet 2020, la commune fait partie du parc naturel régional Baie de Somme - Picardie maritime.
La commune fait partie des villages labellisés Pays d'art et d'histoire qui œuvrent à mettre en avant leur patrimoine,.
Les habitants s'appellent les Forest-Montois.

## Géographie

### Localisation
Forest-Montiers est un village picard situé proche du Marquenterre dans le Ponthieu.
Limitrophe de Crécy-en-Ponthieu, Rue et Nouvion, la commune se trouve à 17 km au nord-ouest d'Abbeville et à 56 km au nord-ouest d'Amiens à vol d'oiseau.
Le territoire de la commune est limitrophe de ceux de six communes.
Les communes limitrophes sont Bernay-en-Ponthieu, Crécy-en-Ponthieu, Favières, Nouvion, Ponthoile et Rue.

### Géologie, relief et hydrographie

#### Données anciennes
Forest-Montiers, à l'époque de l'invasion romaine, faisait partie du littoral maritime. Le bas des coteaux, au sud, porte les traces de l'ancien rivage. La lisière inférieure est composée d'un sable marin très fin qui est mêlé à de la terre végétale. M. Buteux (arpenteur) indique sur cette ligne du sable roussâtre, mêlé de silex roulés « indices évidents du rivage de la mer ». L'abbé Foulque, fils de Hugues, comte du Ponthieu, y fit élever une tour pour en défendre l'abord contre les Normands,.

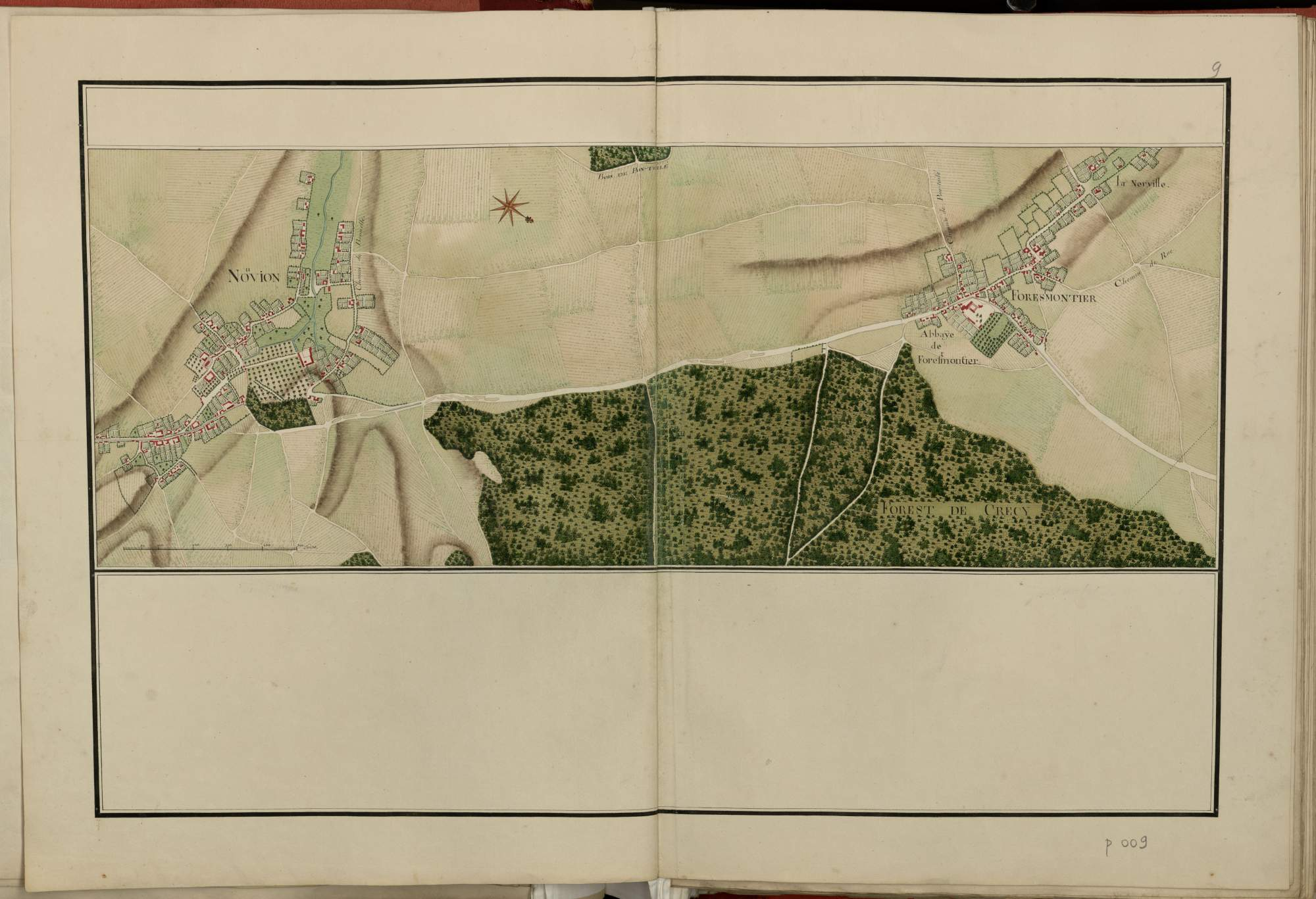
L'axe Paris-Boulogne passait devant l'abbaye de Forest-Montiers.

En 1869, un Androseaum Officinale (Androsème officinale) est observé au bord d'un chemin. La partie la plus basse du village correspond au marais de Neuville d'où on extrayait encore la tourbe avant la Première Guerre mondiale. Ce marais possède une flore qui a amené à une visite des membres de la Société botanique de France le 4 juillet 1985, qui observèrent notamment : Liparis de Loesel (orchidée rare et en déclin), trèfle d'eau, pédiculaires roses à deux lèvres, utriculaires à feuilles immergées, alismas, butomes en ombelles… et beaucoup de joncs différents.
Au début du XXe siècle, la population de 571 habitants cultivait les trois quarts du territoire en céréales, plantes fourragères et prairies artificielles. On comptait alors plus de 200 hectares de marais : peu de pêche mais la chasse était très productive.
Le grand marais était destiné au pâturage communal, géré par les vachers communaux. Le petit marais, coupé de la route de Ponthoile par des barrières, était occupé par la volaille, quelques cochons en promenade parmi lesquels les enfants venaient jouer…
Il existait une importante brasserie à vapeur et l'on pratiquait la bonification de l'alcool.
On extrayait du sable à bâtir d'une petite carrière…

#### Données contemporaines

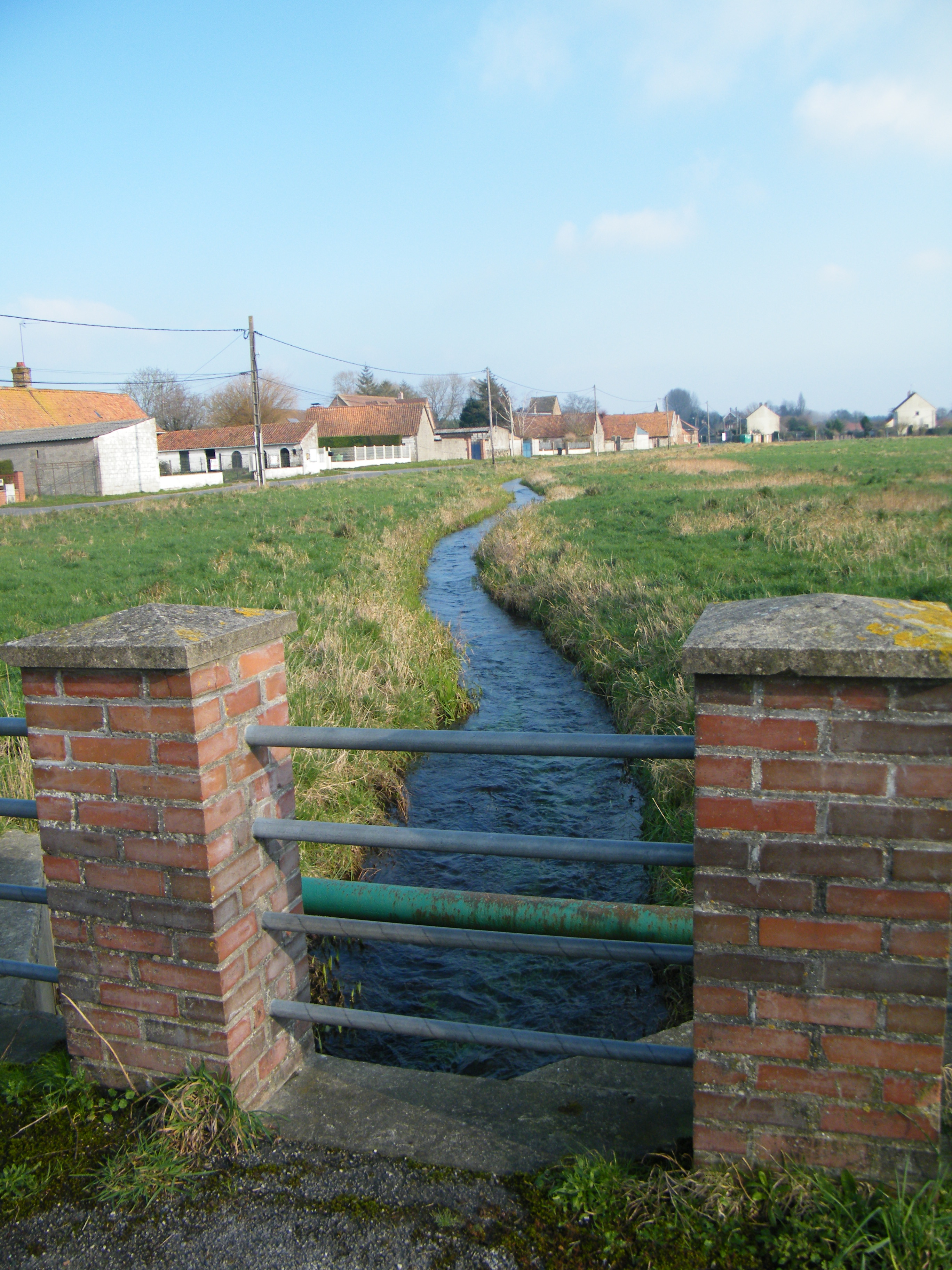
La Neuville en période de hautes eaux.

La Neuville (parfois appelée Neuvillette ou Neuvilloise), cours d'eau « à éclipses », draine les eaux du village sur environ 2 km, vers le fond du marais de Neuville et la baie de Somme. La fréquence de son activité d'écoulement semble liée aux précipitations et aux sources qui l'alimentent dont la plus en amont se situe en forêt de Crécy, sur le territoire communal. Il semblerait que les prélèvements aux fins d'irrigation dans la nappe phréatique — ou la baisse de la pluviométrie — aient réduit son niveau de présence.
Depuis le 6 avril 2006, le marais de Forest-Montiers est classé en site Natura 2000.
Depuis 2010, la forêt de Crécy, dont 224 ha sont situés sur le territoire communal, est classée en zone naturelle d'intérêt écologique faunistique et floristique (ZNIEFF).

### Hydrographie

#### Réseau hydrographique
La commune est située dans le bassin Artois-Picardie. Elle est drainée par La Neuville (ou Ruisseau de Neuville).

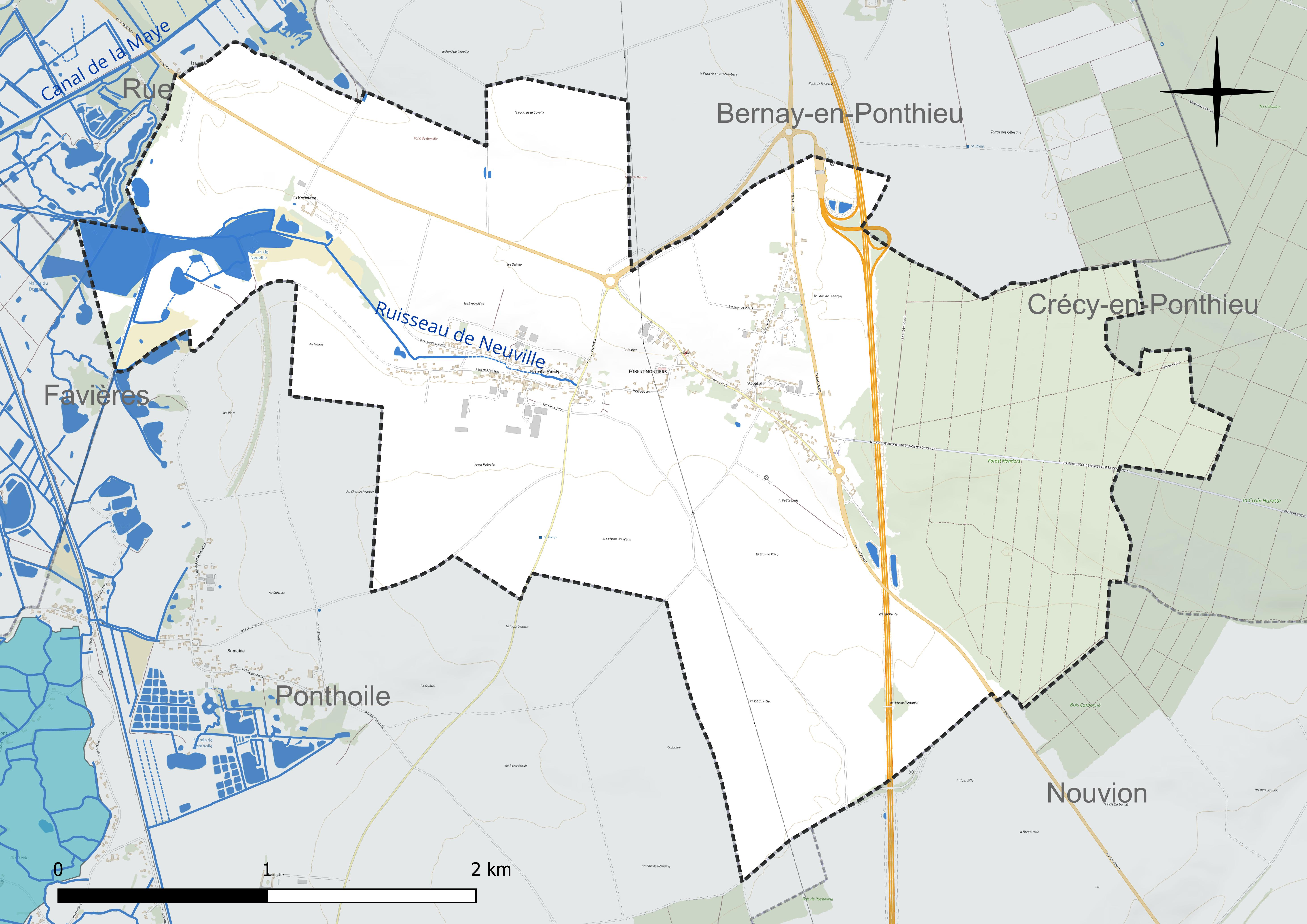
Réseau hydrographique de Forest-Montiers.

#### Gestion et qualité des eaux
Le territoire communal est couvert par le schéma d'aménagement et de gestion des eaux (SAGE) « Somme aval et Cours d'eau côtiers ». Ce document de planification concerne un territoire de 1 835 km2 de superficie, délimité par le bassin versant de la Somme canalisée. Le périmètre a été arrêté le 29 avril 2010 et le SAGE proprement dit a été approuvé le 6 août 2019. La structure porteuse de l'élaboration et de la mise en œuvre est le syndicat mixte d'aménagement hydraulique du bassin versant de la Somme (AMEVA).
La qualité des cours d'eau peut être consultée sur un site dédié géré par les agences de l'eau et l'Agence française pour la biodiversité.

### Climat
Pour des articles plus généraux, voir Climat des Hauts-de-France et Climat de la Somme.
En 2010, le climat de la commune est de type climat océanique franc, selon une étude du CNRS s'appuyant sur une série de données couvrant la période 1971-2000. En 2020, Météo-France publie une typologie des climats de la France métropolitaine dans laquelle la commune est exposée à un climat océanique et est dans la région climatique Côtes de la Manche orientale, caractérisée par un faible ensoleillement (1 550 h/an) ; forte humidité de l'air (plus de 20 h/jour avec humidité relative > 80 % en hiver), vents forts fréquents.
Pour la période 1971-2000, la température annuelle moyenne est de 10,5 °C, avec une amplitude thermique annuelle de 12,9 °C. Le cumul annuel moyen de précipitations est de 767 mm, avec 12,1 jours de précipitations en janvier et 8,1 jours en juillet. Pour la période 1991-2020, la température moyenne annuelle observée sur la station météorologique la plus proche, située sur la commune d'Abbeville à 17 km à vol d'oiseau, est de 11,0 °C et le cumul annuel moyen de précipitations est de 806,2 mm,. Pour l'avenir, les paramètres climatiques de la commune estimés pour 2050 selon différents scénarios d'émission de gaz à effet de serre sont consultables sur un site dédié publié par Météo-France en novembre 2022.

## Urbanisme

### Typologie
Au 1er janvier 2024, Forest-Montiers est catégorisée commune rurale à habitat dispersé, selon la nouvelle grille communale de densité à sept niveaux définie par l'Insee en 2022.
Elle est située hors unité urbaine. Par ailleurs la commune fait partie de l'aire d'attraction d'Abbeville, dont elle est une commune de la couronne,. Cette aire, qui regroupe 73 communes, est catégorisée dans les aires de 50 000 à moins de 200 000 habitants,.

### Occupation des sols
L'occupation des sols de la commune, telle qu'elle ressort de la base de données européenne d'occupation biophysique des sols Corine Land Cover (CLC), est marquée par l'importance des territoires agricoles (64,9 % en 2018), en diminution par rapport à 1990 (66,1 %). La répartition détaillée en 2018 est la suivante : 
terres arables (64,9 %), forêts (21,7 %), zones urbanisées (7,5 %), zones humides intérieures (5,9 %). L'évolution de l'occupation des sols de la commune et de ses infrastructures peut être observée sur les différentes représentations cartographiques du territoire : la carte de Cassini (XVIIIe siècle), la carte d'état-major (1820-1866) et les cartes ou photos aériennes de l'IGN pour la période actuelle (1950 à aujourd'hui).

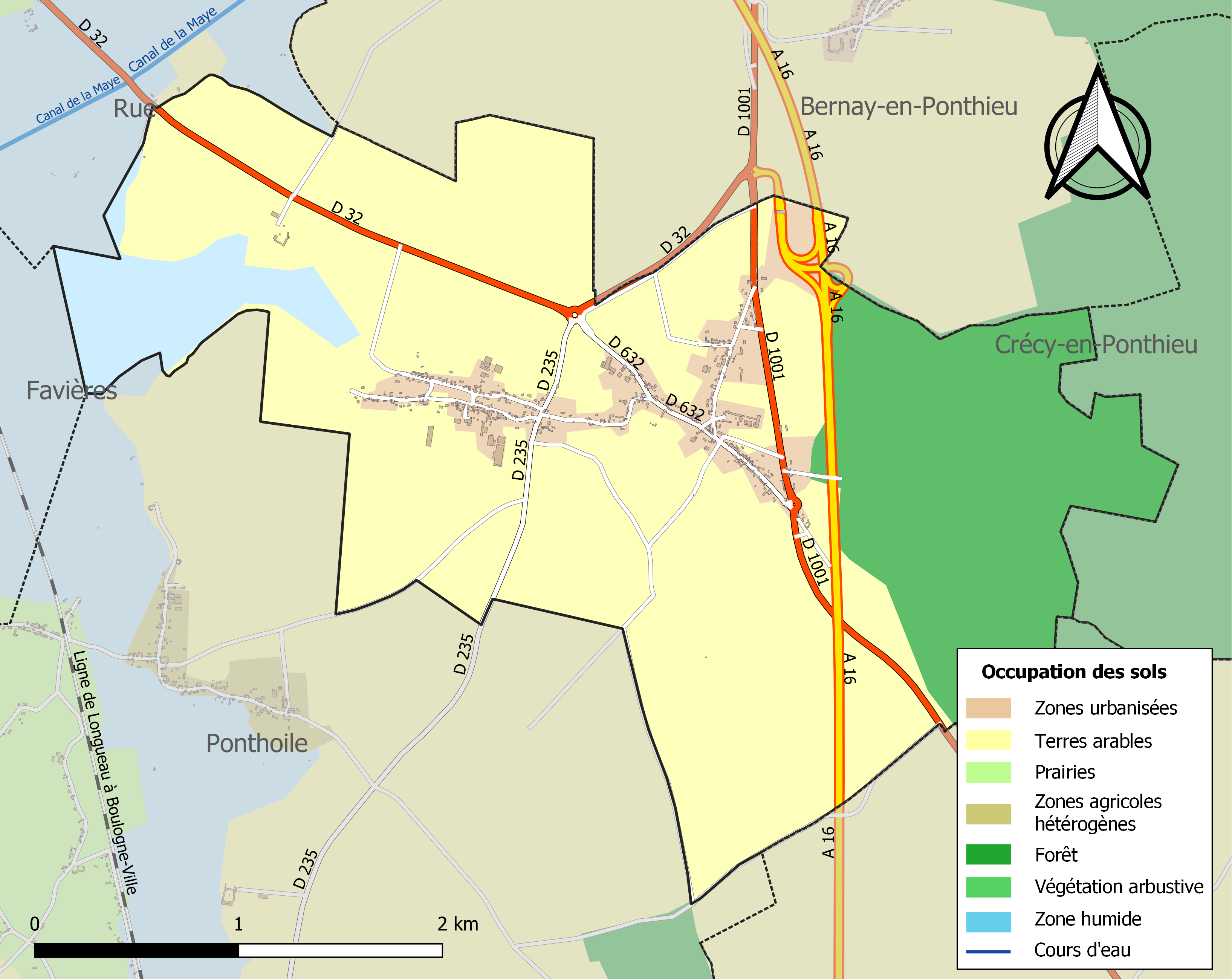
Carte des infrastructures et de l'occupation des sols de la commune en 2018 (CLC).

### Logements
En 2018, le nombre total de logements dans la commune était de 205.
Parmi ces logements, 168 étaient des résidences principales (82 %), 23 des résidences secondaires (11 %) et 14 des logements vacants (6 %). Ces logements étaient pour 95 % d'entre eux des maisons individuelles et pour 4,9 % des appartements.
La proportion des résidences principales, propriétés de leurs occupants était de 64,9 %.

### Morphologie urbaine
De longue date, les constructions se sont organisées principalement sur les versants de la vallée qui drainent les eaux de ruissellement (majoritairement au nord pour « Forest-Montiers-ville »).
Le passé est bien représenté par de vieilles demeures : le château du Broutel d'avant 1740, le château Broquet, l'abbatiale (ancienne maison de l'abbé) et le château Gaillard… L'église, les colombiers (ferme de l'abbatiale, Mottelette), les pigeonniers : le village ne manque pas d'attraits architecturaux.
En 1983, le conseil municipal décide la création d'un lotissement à Neuville.
La commune ne s'est pas dotée de documents particuliers régissant l'occupation des sols (de type plan d'occupation des sols (POS) ou plan local d'urbanisme (PLU)).
Le territoire a connu un premier remembrement agricole, rendu effectif en 1968. Le deuxième (1996) est consécutif au tracé de l'autoroute A16.

### Voies de communications et transports

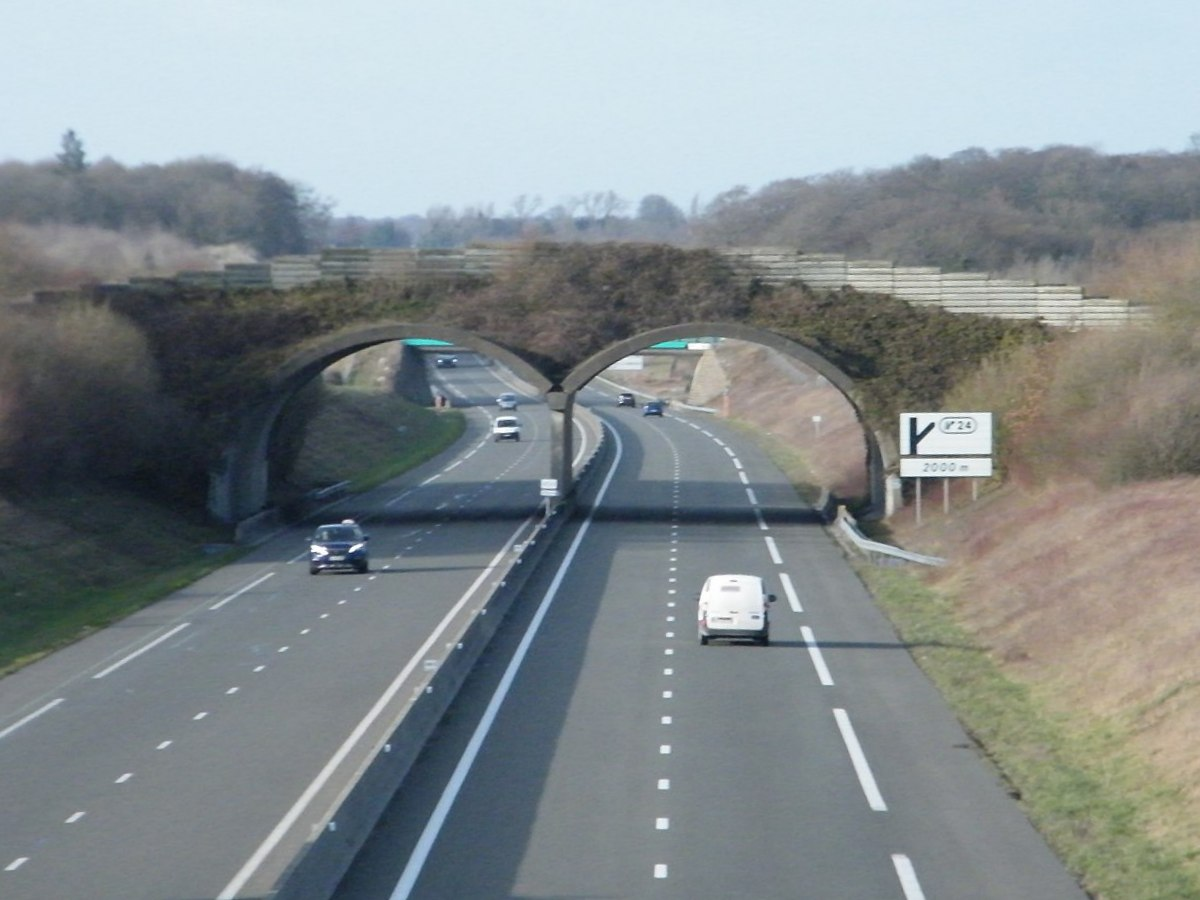
Pont pour le passage des animaux sauvages au-dessus de l'autoroute A16.

La commune se trouve à la jonction de la route de Rue (RD 32) avec la grande route Paris-Calais, ancienne nationale 1 devenue départementale 1001.
La sortie no 24 de l'autoroute A16, mise en service le 15 mai 1998, est située sur le territoire de la commune. Elle dessert notamment la côte picarde.
Paris se trouve à deux heures de route, Amiens à cinquante minutes, Boulogne-sur-Mer à 45 minutes, Abbeville à vingt minutes et Berck à trente minutes.
La localité est desservie en 2019 par les autocars du réseau Trans'80, chaque jour de la semaine, sauf le dimanche et les jours fériés (ligne 10 : Fort-Mahon-Plage - Rue - Abbeville).
La ligne SNCF Paris – Amiens – Boulogne – Calais est accessible à partir des gares de Rue et Noyelles (à 5 km environ), desservies par des trains TER Hauts-de-France, qui effectuent des missions entre les gares de Paris-Nord, ou d'Amiens, et de Calais-Ville.

## Toponymie
Le nom de la localité est attesté sous les formes Forestis cella (844.) ; Forestensis cellula (855.) ; Forestense monasterium (1060.) ; Forestensis locus (1088.) ; Foreste monasterium (1088.) ; Foresmuster (1160.) ; Forest monasterium (1184.) ; Forestmoustier (1301.) ; Forestæ Monasterium in Pontivo (1309-1312.) ; Foresmoustier (1324.) ; Foresti-monasterium (1492.) ; Foresmontier (1492.) ; Forestmontiers (1507.) ; Foremoutiez (1579.) ; Foremoutier (1608.) ; Forest-Monstier (1646.) ; Farmonstier (1648.) ; Forest (1657.) ; Foret-Montiers (1667.) ; Forêt-Montier (1698.)
- La toponymie révèle une évolution influencée par la forêt et la transcription en latin des noms donnés par les moines. C'est ainsi que la localité prit le nom, entre autres, de Forestensis Monasterii (1154). On trouve également Forestis Cella (de 831 à 1088), Foreste Monasterum (1088), Foremontrez, Farmoutiers, Forestmoutiers, Foresti Monasterium et Foresmuster[34], noms fluctuants du monastère créé par Riquier de Centule[35]. En 1845, le village prend définitivement le nom actuel de Forest-Montiers[10],[36].

Forest du latin foresta, dérivé de fors, « hors », la forêt a d'abord désigné, au Moyen Âge, la partie du domaine qui se trouvait hors de l'espace cultivé. Ensuite, il désigna une vaste étendue couverte d'arbres.
Le « suffixe » montiers évoque un monastère. Il est également présent dans Frémontiers et Marestmontiers, communes de la Somme.
- Pour Neuville, Honoré III, pape, est cité avec Novavila en 1224, selon dom Cotron. Neufviller-lès-Bernay, apparait en 1646 dans Histoire ecclésiastique d'Abbeville[37], on peut aussi trouver Neuville-lès-Bernay, Neuville-sous-Forestmontiers[38], Neufville dans certaines archives de l'AD 80. En 1915, le hameau est encore appelé Neuville-lès-Forestmontiers[39].

La même source mentionne la présence d'un poste de garde-côtes.
- Dans certaines archives en ligne des archives départementales de la Somme, plusieurs autres noms apparaissent :
  - pour le lieu-dit la Motelette on peut aussi trouver Motelette-lès-Forest ou Mothelette.

La commune est nommée Frémontieu en picard.

## Histoire

### Antiquité
On connaît plusieurs tombelles (buttes funéraires gauloises, parmi les monuments celtiques les plus remarquables) en forêt de Crécy.
Les appellations de  Romaine (hameau de Ponthoile) et Romiotte (ancienne ferme des frères Caudron, pionniers de l'aviation, route de Forest-Montiers à Ponthoile) évoquent une occupation romaine.

### Moyen Âge
Riquier, habitant de Centule (aujourd'hui Saint-Riquier), est converti à la religion par deux moines irlandais, dit la chronique. Devenu prêtre puis évêque, il se retire en forêt de Crécy pour vivre dans la solitude et la prière. Près de l'ermitage, on construit, en 640, un monastère qui devient plus tard une abbaye.
L'abbaye, dédiée à Notre-Dame, abrite des moines de l'ordre des bénédictins. Puissance foncière et politique, elle possède la plupart des terres du village.
Une rue, dite de Saint-Riquier, aboutit, aujourd'hui encore, en face de l'abbaye.
Trente chanoines étaient présents en 831. Ils possédaient trois riches églises placées sous l'invocation de Marie, saint Pierre et saint Riquier.
La localité a beaucoup à souffrir des guerres qui désolent si souvent le Ponthieu.
En 1033, le comte Baudoin II de Boulogne ravage le village lorsqu'il vient attaquer Rue.
Guy de Ponthieu, petit-fils d'Hugues Capet, mort le 20 octobre 1100, est abbé à Forest-Montiers.
1158: Un accord est passé entre les abbayes de Valloires et de Forest-Montiers, Jean de Fresseneville en est témoin.
1240 : Raoul, seigneur de Nouvion donne des terres aux moines de Forest-Montiers.
1254 : Jeanne de Ponthieu, veuve de Ferdinand III, roi de Castille, fait un don à l'abbaye.
1256 : les moines de Forest-Montiers, propriétaires de la vicomté de Tourmont en Marquenterre, l'échangent  avec le comte du Ponthieu contre une partie de la forêt de Crécy appelée « les Écanges », dans le secteur de Machiel.
Jean d'Arrech (Arrest) vend en 1271, la moitié des terrages d'Arrest aux religieux de Forest-Montiers.
Durant la Guerre de Cent Ans, en 1371-1373, les Anglais prennent Forest-Montiers.
En 1413, la région est dévastée au cours d'un conflit entre les Maisons de Bourgogne et d'Orléans. Les villageois doivent se réfugier à Rue, ville de garnison fortifiée à la hâte.
Après la bataille de Crécy, le 26 août 1346, les Anglais se répandent dans les environs, ils ravagent Forest-Montiers, Ponthoile, Le Crotoy.
En 1436, les Anglais de Thomas Kiriel et le sire de Fouquembergues logent à l'abbatiale. Un lieu-dit la Justice semble rappeler la justice seigneuriale.
En 1437, Richard Richaume, capitaine de Rue, bat la garnison anglaise du Crotoy, dans les bois, près de Forest-Montiers.
Roger Agache a relevé  un établissement médiéval à côté de la ferme de la Mottelette, dans le marais. Les structures sont disposées parallèlement.

### Époque moderne
Une épidémie de peste dévaste la région en 1524. De nombreux habitants trouvent la mort. La maladie disparaît à l'approche de l'hiver mais réapparaît plusieurs fois les années suivantes.
En 1545, François Ier se dispose à reprendre Boulogne-sur-Mer aux Anglais unis aux Impériaux. Son troisième fils, Charles de France, duc d'Orléans, établit son quartier général à Forest-Montiers. Le jeune prince, âgé de 23 ans, y donne des tournois et prend les plaisirs de la chasse dans la forêt voisine. Son appartement ne lui plaisait pas, il va dans une maison où huit personnes venaient de mourir de cette maladie. Il a été mis en garde contre le péril, et il déclare « jamais fils de France n'est mort de la peste. », il se couche sur leurs lits en riant, allant jusqu'à organiser des batailles d'oreillers avec ses compagnons. Il ne tarde pas à éprouver de la fièvre, s'alite et reçoit la confession en l'abbaye bénédictine de Forest-Montiers. Le 9 septembre, malgré une amélioration de son état, il fait une rechute et réclame le viatique. On doit empêcher physiquement à 3 reprises le dauphin de se rendre au chevet de son frère par crainte de la contagion. Toutefois, Charles a droit à la visite de son vieux père, François Ier, auquel il confie ces derniers mots : « Ah ! mon seigneur, je me meurs, mais puisque je vois votre majesté, je meurs content » juste avant d'expirer. Le roi s'évanouit alors de douleur puis, reprenant ses esprits, ordonne l'évacuation des lieux contaminés (il devait se marier le 18 septembre avec Anne d'Autriche). Sa dépouille restera deux ans à l'abbaye avant d'être exhumée pour reposer à la basilique de Saint-Denis.
1592 : l'abbaye de Forest-Montiers est prise : elle avait servi de refuge à une bande de pillards pendant la Ligue.
Les moines défrichent les bois dont le monastère est entouré mais en 1646, l'édifice tombe en ruines selon M. Louandre.
Il y a des salines dans le voisinage et Forest-Montiers possède un Grenier à sel appelé les Mothelettes, ferme et hameau sur la route de Rue. Le grenier à sel de Forest-Montiers dit Grenier d'impôts dépend d'Amiens, il gère les taxes de nombreuses localités. Il est supprimé par un édit du 25 août 1726, au profit de Nampont et Abbeville.
Le 12 novembre 1653, les Espagnols pillent et brûlent tout le village,. L'abbaye n'y échappe pas. Elle est rétablie deux ans après.
De cette époque daterait une vénération à saint Laurent, le 10 août, à cause des incendies arrivés par le malheur des guerres.
Au XVIIIe siècle, l'abbaye est gouvernée par un abbé commendataire, Paul de Beaufort. Le revenu des terres, prés, bois, moulin et les dîmes de Crécy, Estrées, Froyelles, Machiel, Machy, Neuilly-l'Hôpital, Vismes, Arrest, est de 9 700 livres.
Le 13 septembre 1768, l'abbaye est supprimée au bénéfice de la collégiale d'Abbeville. Les biens sont vendus en 1773 à Antoine François de la Pâture, chevalier. Les objets, le mobilier, les vases sacrés, sont partagés entre plusieurs églises. Le dernier abbé est Mouchet de Villedieu, vicaire de Nevers et maître de l'oratoire du comte d'Artois, le donateur des marais de Forest-Montiers, Ponthoile, Favières.
La Révolution française supprime l'abbaye. Elle est vendue comme bien national en 1793. La moitié est achetée par un seul propriétaire, l'autre morcelée.
Entre 1790 et 1794, Neuville-Bernay est rattachée à Forest-Montiers.
En fructidor de l'an XII (août-septembre 1804), les gendarmes laissent évader cinq déserteurs. Malgré de fortes présomptions, ils sont acquittés.

### Époque contemporaine

#### XIXesiècle
En 1805, dans le cadre du projet d'attaque de l'Angleterre par la Grande armée de Napoléon Ier, le tracé de la route nationale 1 est remanié. Les travaux font changer l'aspect du village.
En 1814, à la fin de l'épopée napoléonienne, les Hanovriens occupent le secteur.

La Deuxième République instaure en 1849 le suffrage universel masculin : comme dans toutes les communes de France, la population masculine majeure peut, pour la première fois, aller voter — Le droit de vote des femmes n'a été reconnu en France qu'en 1945 — Voici la répartition (en nombre) de quelques-uns des patronymes des 197 électeurs,(saisie non exhaustive) :
| Colasse | Coulon | Delandre | Heste | Macré | Lévêque | Lenglet | Moncomble | Savreux | Vasseur |
| 5       | 1      | 6        | 4     | 4     | 4       | 7       | 1         | 6       | 10      |

Une aquarelle d'Oswald Macqueron, datée de 1852, représente la ferme de l'abbaye.
En 1854, la brigade de gendarmerie, composée de cinq gendarmes à cheval et leurs familles, quitte Forest-Montiers, lieu-dit les Casernes, pour aller s'installer à Nouvion.
Le 16 mars 1869, un loup et trois louveteaux sont tués par les gardes. Il semble que ces loups soient les derniers tués en forêt.
Lors de la Guerre franco-allemande de 1870, le village fournit 38 défenseurs actifs ou mobiles. Trois d'entre eux meurent au champ d'honneur.
En mars 1871, un soldat ennemi (Prussien), en résidence à Forest-Montiers, se livre à des dégâts avec son sabre, en forêt.

#### XXesiècle

Forest-Montiers au tout début du XXe siècle
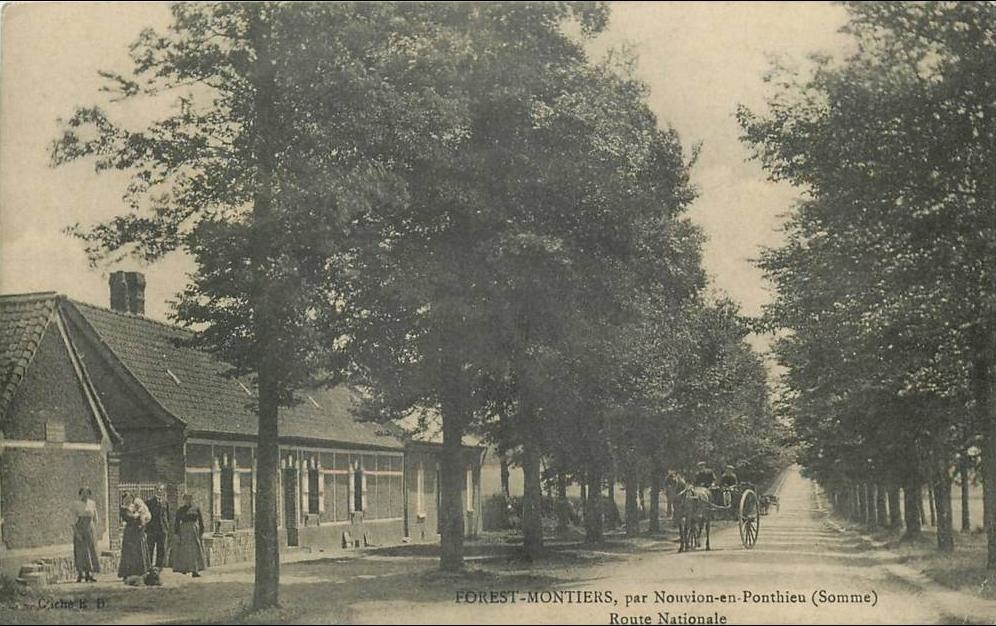
La Route nationale 1.
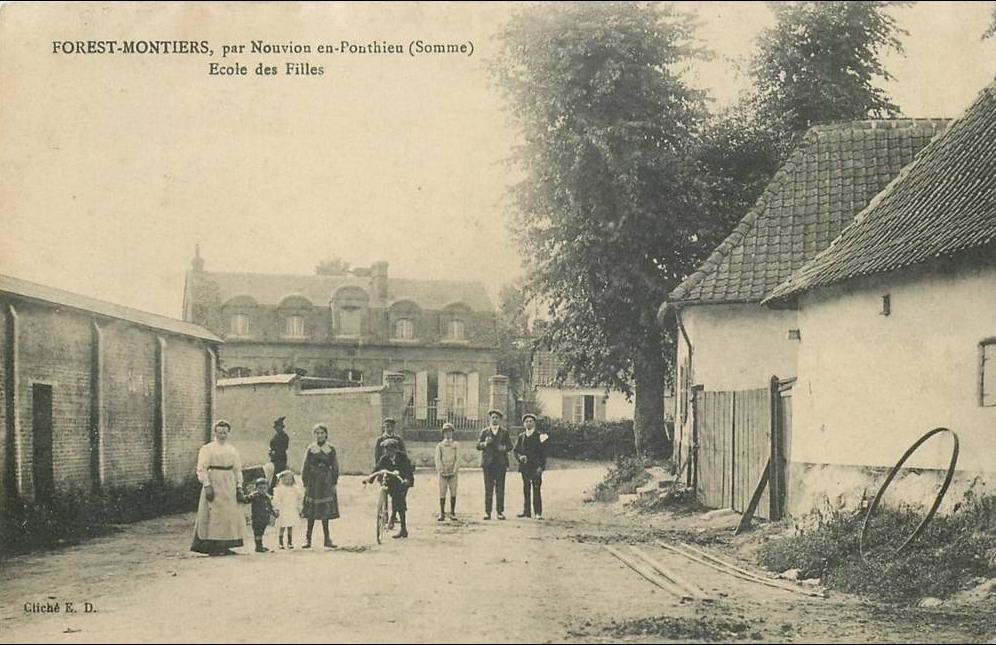
L'école des filles.
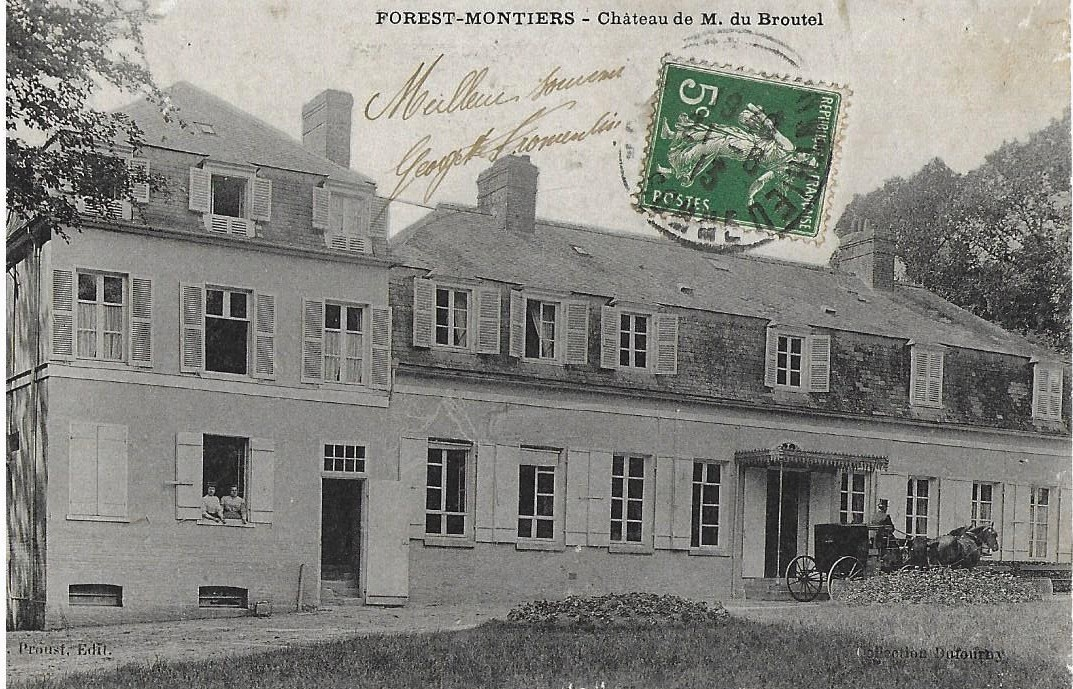
Le château du Broutel.

##### La Première Guerre mondiale
La commune paie un lourd tribut lors de la Première Guerre mondiale : 23 de ses enfants figurent sur le monument aux morts, dans le cimetière.
En 1916, des soldats français (121e d'artillerie, 60e d'artillerie et 2e bataillon de chasseurs à pied), la cavalerie anglaise cantonnent à Forest-Montiers et s'approvisionnent ou s'entraînent en forêt.
Une voie de chemin de fer en chantier, au lieu-dit la Voie témoigne du projet de doublement de la ligne Paris - Calais, pour sécuriser les approvisionnements du front. Elle ne sera pas terminée. Placés sous le commandement de l'armée anglaise, les ouvriers chinois, cantonnés à Noyelles-sur-mer entre 1917 et 1920, seront employés aux travaux.
En 1928, lors des premières tentatives de traverser l'Atlantique en avion, les aviateurs polonais Izikowsky et Kubala, une  dizaine d'heures après avoir quitté quitté Le Bourget ont dû atterrir, après dix heures de vol à Forest-Montiers par suite d'une fuite au radiateur du moteur de leur appareil.
Lors de l'exposition universelle de 1937, à Paris, la photo d'une chaumière de Forest-Montiers est exposée. Ce serait l'une des plus anciennes de la Somme. Cette habitation de la famille Defrend a été détruite par le feu dans les années 1950.

##### La Seconde Guerre mondiale
Pendant l'occupation allemande liée à la Seconde Guerre mondiale, habitants et chevaux sont réquisitionnés pour mettre en place une ligne de défense censée contrer un éventuel débarquement allié dans le secteur.
L'occupant ayant réquisitionné l'école, les élèves locaux sont dirigés vers le château Gaillard pour poursuivre leur scolarité.

## Politique et administration

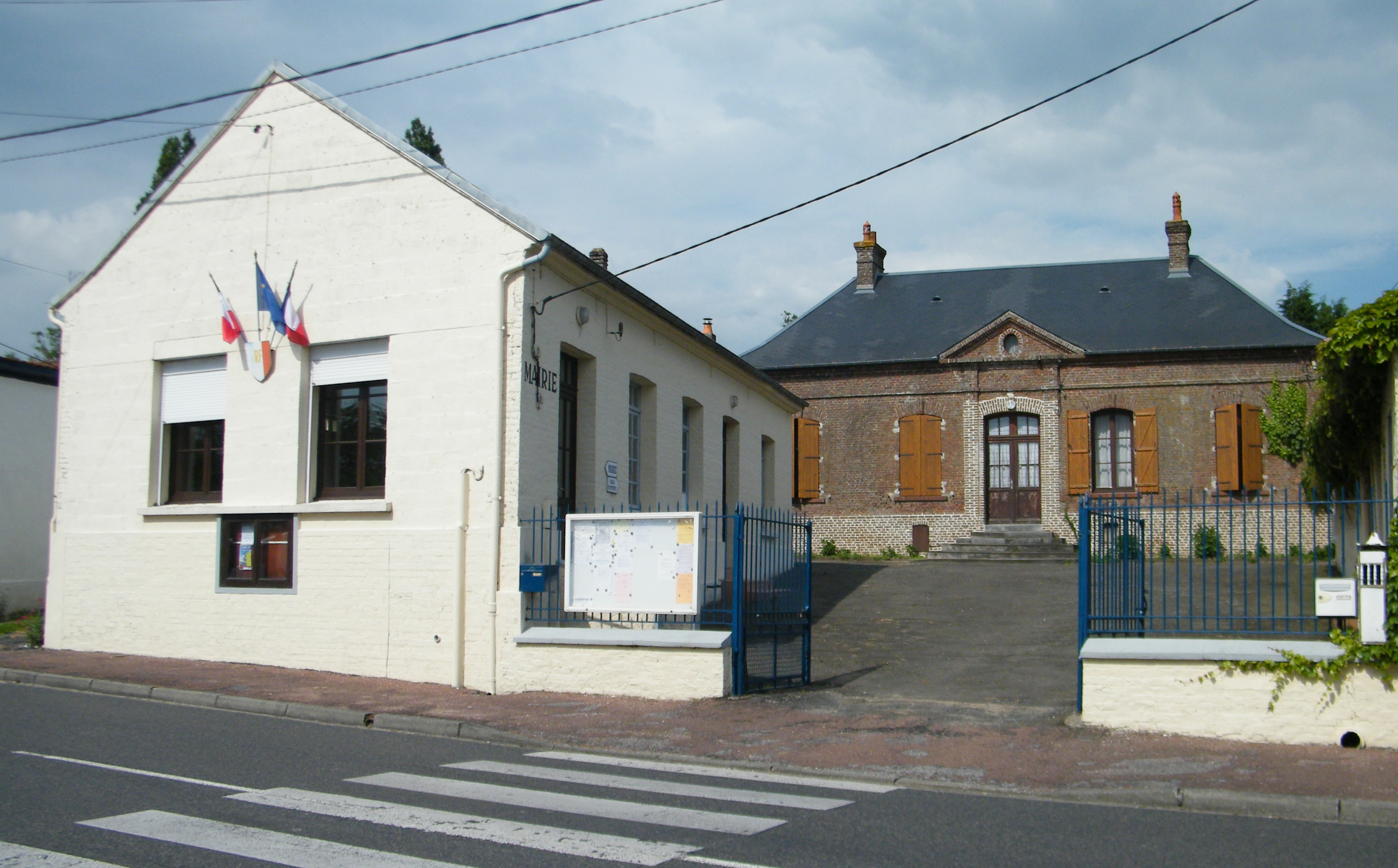
La mairie, aménagée dans l'ancienne école de garçons.

### Instances judiciaires et administratives
Forest-Montiers relève du tribunal d'instance d'Abbeville, du tribunal de grande instance d'Amiens, de la cour d'appel d'Amiens, du tribunal pour enfants d'Amiens, du conseil de prud'hommes d'Abbeville, du tribunal de commerce d'Amiens, du tribunal administratif d'Amiens et de la cour administrative d'appel de Douai.

### Intercommunalité
La commune a été membre de la communauté de communes du canton de Nouvion (CCCN) qui a exercé ses compétences dans les domaines suivants : accueil de loisirs, aide au maintien à domicile, ateliers peinture, bâtiments, culture, école de musique, environnement, voirie, Marpa (accueil personnes âgées) et relais d'assistantes maternelles.
Au 1er janvier 2017, la commune passe dans la communauté de communes Ponthieu-Marquenterre.

### Administration municipale
Le nombre d'habitants de la commune étant compris entre 100 et 500, le nombre de membres du conseil municipal est de 11

### Politique de développement durable
Un concours annuel des maisons fleuries, doté par la commune, vise à encourager l'amélioration des abords des habitations.

### Jumelages
Au 4 mai 2020, Forest-Montiers n'est jumelée avec aucune commune.

## Équipements et services

### Eau et assainissement
L'organisation de la distribution de l'eau potable, de la collecte et du traitement des eaux usées et pluviales relève des communes. La loi NOTRe de 2015 a accru le rôle des EPCI à fiscalité propre en leur transférant cette compétence. Ce transfert devait en principe être effectif au 1er janvier 2020, mais la loi Ferrand-Fesneau du 3 août 2018 a introduit la possibilité d'un report de ce transfert au 1er janvier 2026,.

#### Assainissement des eaux usées
L'assainissement non collectif (ANC) désigne les installations individuelles de traitement des eaux domestiques qui ne sont pas desservies par un réseau public de collecte des eaux usées et qui doivent en conséquence traiter elles-mêmes leurs eaux usées avant de les rejeter dans le milieu naturel. En 2020, la Communauté de communes Ponthieu-Marquenterre (CCPM) assure pour le compte de la commune le service public d'assainissement non collectif (SPANC), qui a pour mission de vérifier la bonne exécution des travaux de réalisation et de réhabilitation, ainsi que le bon fonctionnement et l'entretien des installations. Cette prestation est déléguée à la société Véolia.

#### Eau potable
En 2020, l'alimentation en eau potable est assurée par le syndicat intercommunal d'adduction d'eau potable (SIAEP) qui en a délégué la gestion à l'entreprise Veolia. L'eau est puisée sur la commune de Bernay, au lieudit la Bucaille, en forêt de Crécy.

## Population et société

### Démographie
Les habitants de la commune sont appelés les Forest-Montois.
L'évolution du nombre d'habitants est connue à travers les recensements de la population effectués dans la commune depuis 1793. Pour les communes de moins de 10 000 habitants, une enquête de recensement portant sur toute la population est réalisée tous les cinq ans, les populations de référence des années intermédiaires étant quant à elles estimées par interpolation ou extrapolation. Pour la commune, le premier recensement exhaustif entrant dans le cadre du nouveau dispositif a été réalisé en 2004.

En 2022, la commune comptait 389 habitants, en évolution de −2,75 % par rapport à 2016 (Somme : −1,26 %, France hors Mayotte : +2,11 %).
| 1793 | 1800 | 1806 | 1821 | 1831 | 1836 | 1841 | 1846 | 1851 |
| ---- | ---- | ---- | ---- | ---- | ---- | ---- | ---- | ---- |
| 534  | 569  | 532  | 580  | 767  | 763  | 742  | 738  | 754  |

| 1856 | 1861 | 1866 | 1872 | 1876 | 1881 | 1886 | 1891 | 1896 |
| ---- | ---- | ---- | ---- | ---- | ---- | ---- | ---- | ---- |
| 694  | 708  | 663  | 640  | 652  | 598  | 602  | 562  | 571  |

| 1901 | 1906 | 1911 | 1921 | 1926 | 1931 | 1936 | 1946 | 1954 |
| ---- | ---- | ---- | ---- | ---- | ---- | ---- | ---- | ---- |
| 553  | 522  | 456  | 412  | 420  | 432  | 410  | 380  | 359  |

| 1962 | 1968 | 1975 | 1982 | 1990 | 1999 | 2004 | 2006 | 2009 |
| ---- | ---- | ---- | ---- | ---- | ---- | ---- | ---- | ---- |
| 379  | 394  | 372  | 347  | 336  | 374  | 375  | 376  | 417  |

| 2014 | 2019 | 2022 | - | - | - | - | - | - |
| ---- | ---- | ---- | - | - | - | - | - | - |
| 408  | 397  | 389  | - | - | - | - | - | - |

En 1469, la paroisse compte 28 feux, et, en 1725 : 75 feux et 250 habitants, puis, en 1772 : 33 feux et 269 habitants.
Neuville compte 262 habitants en 1868.

### Enseignement
Après avoir connu une école de filles et une école de garçons de chaque côté de la rue principale, puis une école à classe unique, Forest-Montiers n'a plus d'école depuis juin 2003.
Les enfants du village se rendent en car à Nouvion, dans l'école d'un village voisin ou dans un établissement d'enseignement privé.
Le collège Jacques-Prévert de Nouvion assure la suite logique de leur scolarité qui peut se poursuivre tout aussi logiquement au lycée Boucher-de-Perthes d'Abbeville et à la faculté de Picardie Jules-Verne à Amiens.

### Autres équipements

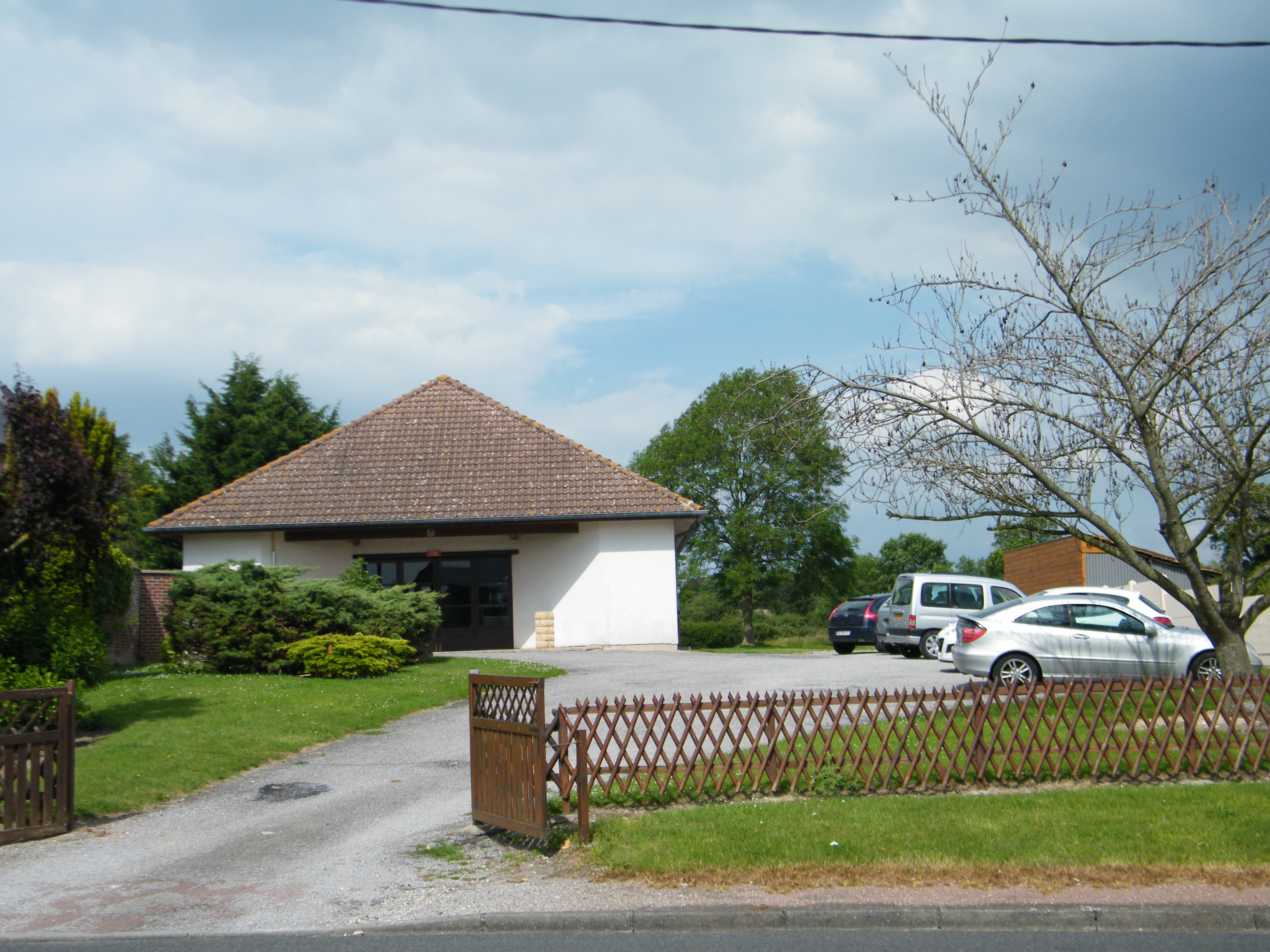
La maison du temps libre.

En décembre 1984, la « Maison du temps libre », salle communale d'une surface bâtie de 290 m2, est mise à la disposition des habitants.

### Manifestations culturelles et festivités
La fête locale de la paroisse Saint-Laurent, le dimanche le plus près du 10 août, donne lieu depuis plusieurs années à une brocante organisée par le comité des fêtes, près de la Maison du temps libre.

### Santé
Une maison médicale, une pharmacie, un cabinet dentaire et un laboratoire d'analyses médicales se trouvent à Nouvion (4 km). L'hôpital et la maternité les plus proches sont à Abbeville (20 km). Un cabinet de kinésithérapie s'est ouvert à Neuville. Une infirmière libérale exerce à Forest-Montiers[Quand ?].

### Sports
La forêt permet des sorties sur sentiers balisés : V.T.T., équitation, marche, orientation, cyclotourisme…
Forest-Montiers se trouve sur le circuit du geai, composé de deux boucles (21 km de la Baie à la forêt et 17 km en forêt) proposées à la randonnée cycliste par le Syndicat mixte Baie de Somme - Grand Littoral Picard.
Aucune activité sportive encadrée ne se pratique à Forest-Montiers.
Le cyclotourisme, le vélo-tout-terrain, le hand-ball, le football, le tennis, la gymnastique d'entretien, le badminton, le karaté… sont des disciplines abordables à Nouvion, l'ancien chef-lieu de canton.

### Médias
Le quotidien le Courrier picard et l'hebdomadaire le Journal d'Abbeville relatent les évènements locaux.

### Cultes
Le culte catholique relève de la paroisse Saint-Honoré du Nouvionnais.

## Économie
Ces tableaux (en référence) regroupent les chiffres-clés de l'économie communale.

### Revenus de la population et fiscalité
En 2010, le revenu fiscal médian par ménage était de 26 779 €, ce qui plaçait Forest-Montiers au 19 922e rang parmi les 31 525 communes de plus de 39 ménages en métropole.

### Emploi
En 2009, la population de Forest-Montiers se répartissait ainsi : 75,5 % d'actifs et 24,5 % d'inactifs dont 8,2 % de retraités et 8,2 % d'élèves, d'étudiants et de stagiaires non rémunérés.
Le taux de chômage était de 15,3 %, inférieur à celui de 1999 (18,6 %).

### Entreprises et commerces
En 1985, il ne reste plus que quatorze exploitations agricoles de 25 à 150 hectares.
Au 31 décembre 2010, Forest-Montiers comptait 26 établissements : dix dans l'agriculture, aucun dans l'industrie, cinq dans la construction, huit dans le commerce-transports-services divers et trois étaient relatifs au secteur administratif.
En 2011, deux entreprises ont été créées à Forest-Montiers.
L'agriculture s'est diversifiée et a évolué vers de nouvelles productions : cultures légumières (carottes, haricots verts, pommes de terre), souvent en liaison avec les conserveries industrielles. La production laitière s'est concentrée, ainsi que l'élevage bovin et porcin. En 2012, il ne subsiste que trois exploitations agricoles basées à Forest-Montiers, une à la Mottelette et trois à Neuville.
Le tourisme est de plus en plus un atout local : trois terrains de camping, de nombreuses chambres d'hôtes.
Deux ateliers de réparation automobile ont ouvert en 2012.
Les secteurs du bâtiment, du transport routier et celui de l'aménagement des espaces verts font vivre des salariés ou des artisans locaux.

## Culture locale et patrimoine

### Lieux et monuments
- Église Saint-Martin

- Ancien observatoire militaire : 
À la limite avec le territoire de la commune de Nouvion, un observatoire militaire datant de la guerre de 1870, haute tour en brique, sert de point de repère pour l'Institut Géographique national (IGN). Il est utilisé comme point de triangulation pour les relevés parcellaires. C'est la tour Eiffel de Forest-Montiers[9].
- Moulin disparu : un moulin à vent, le moulin Foncette, était situé sur la route de Romaine, à droite, en allant vers cette localité. Le cadastre napoléonien de Forest-Montiers mentionne le lieu-dit « Au Moulin mal Plaqué » à la limite Romaine-Neuville, au point le plus haut[80]. À Neuville, on parle de l'ancien « moulin Heste », le nom du dernier meunier.
- Oratoires[81] :
  - un saint Hubert, encastré dans le pignon de la dernière maison, à droite, en allant vers Rue[82]. Les chasseurs s'y recueillaient jadis avant de pratiquer leur sport favori ;
  - l'oratoire de la Vierge, « Notre Dame des quatre chemins »[83], daté de 1773, restauré en 1989. Il a été déplacé en 1997, en raison des travaux d'aménagement du rond-point sur la RD 32 et de l'accès à l'autoroute A16[84],[85] ;
  - la chapelle dite de la Mottelette[83] qui se trouve à proximité de la ferme du même nom, entre Forest-Montiers et Rue ;
  - la chapelle Notre Dame-de-la-Délivrance, construite à la suite d'un vœu, en 1885, rue de l'Église.
- Calvaires :  cinq croix ou calvaires , érigés vers 1855-1860, complètent le petit patrimoine implanté en bordure de voirie.

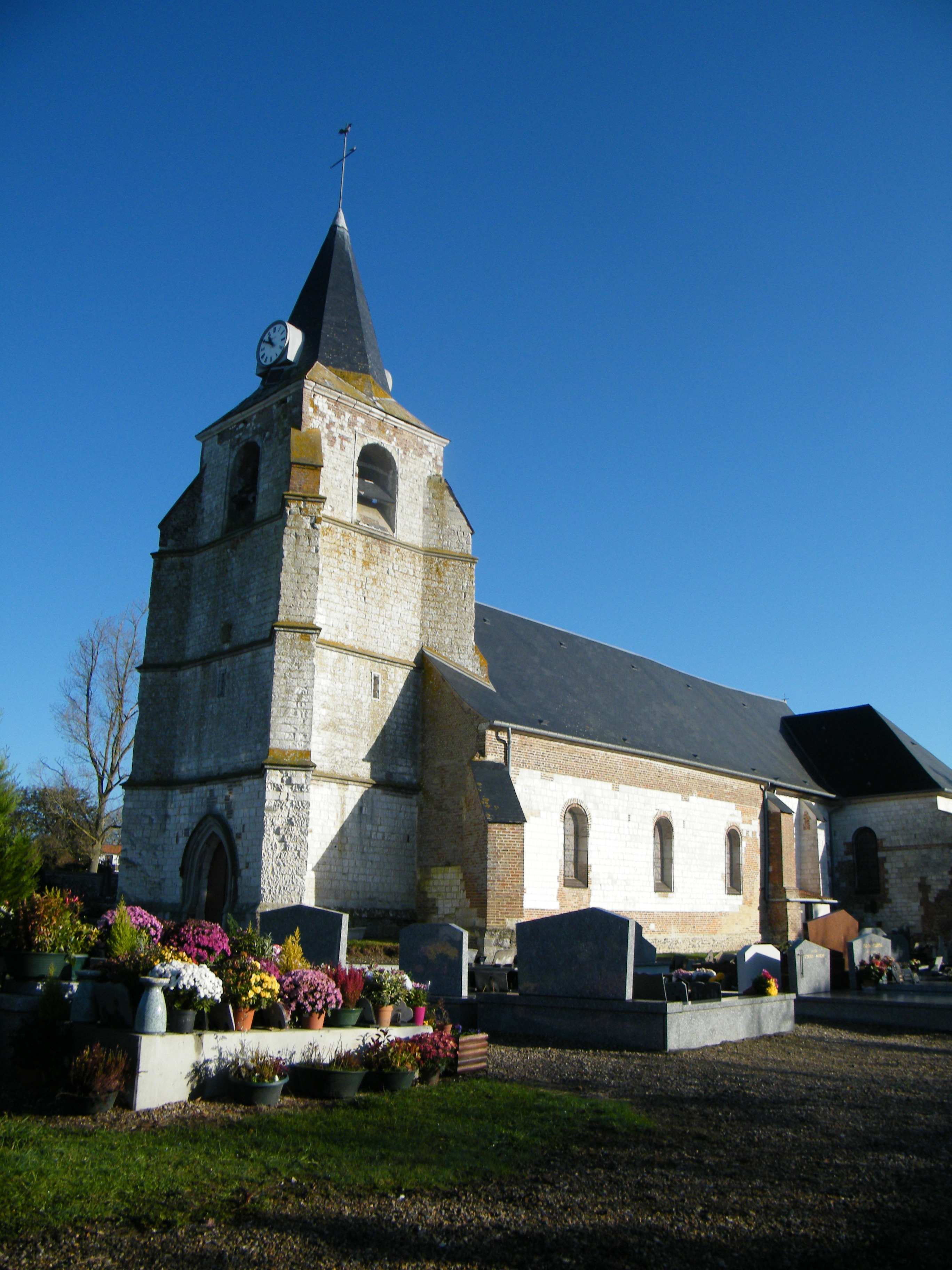
L'église a conservé son cimetière.
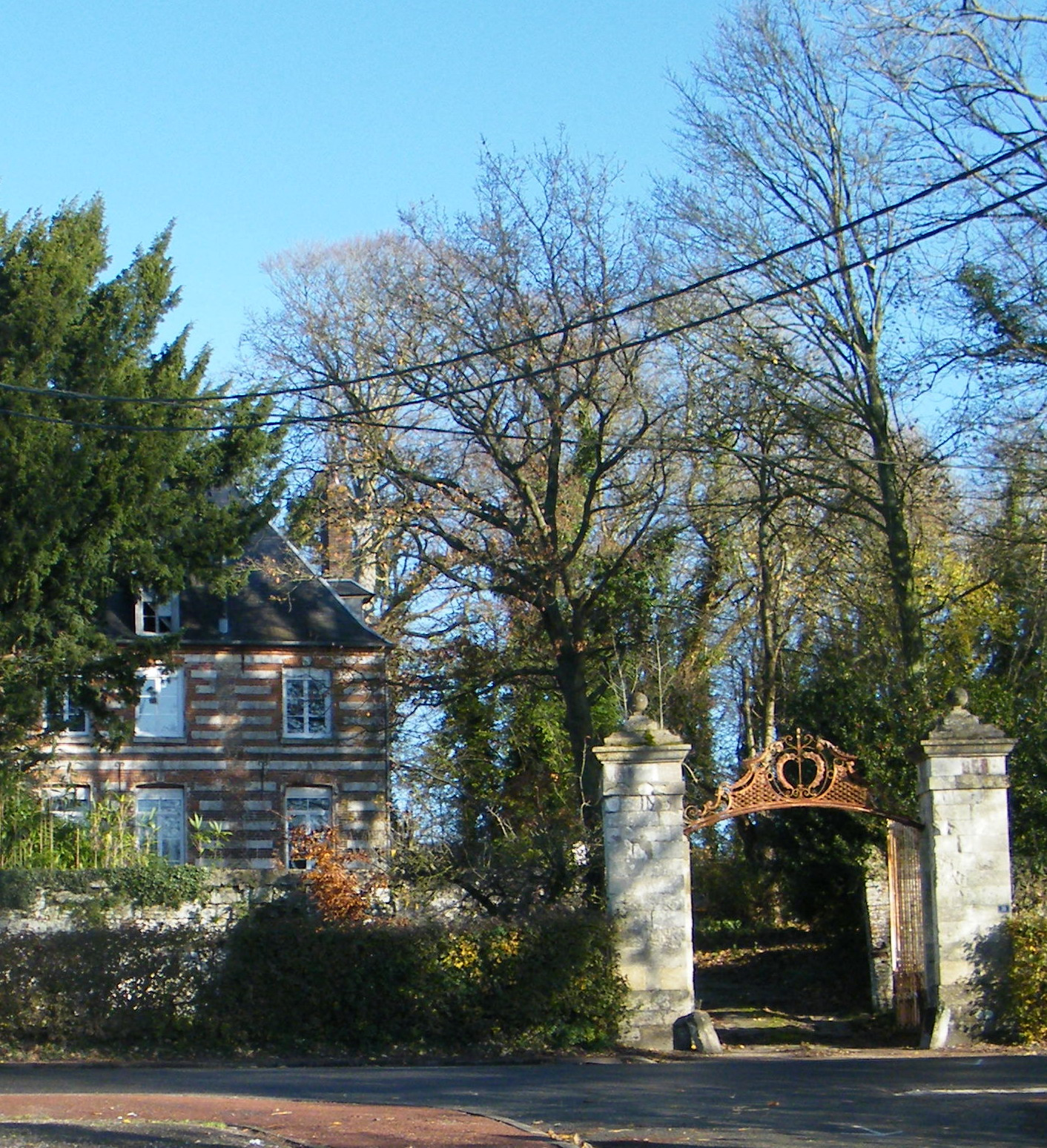
La rue de Saint-Riquier conduit à l'entrée de l'abbatiale (ancienne résidence de l'abbé).
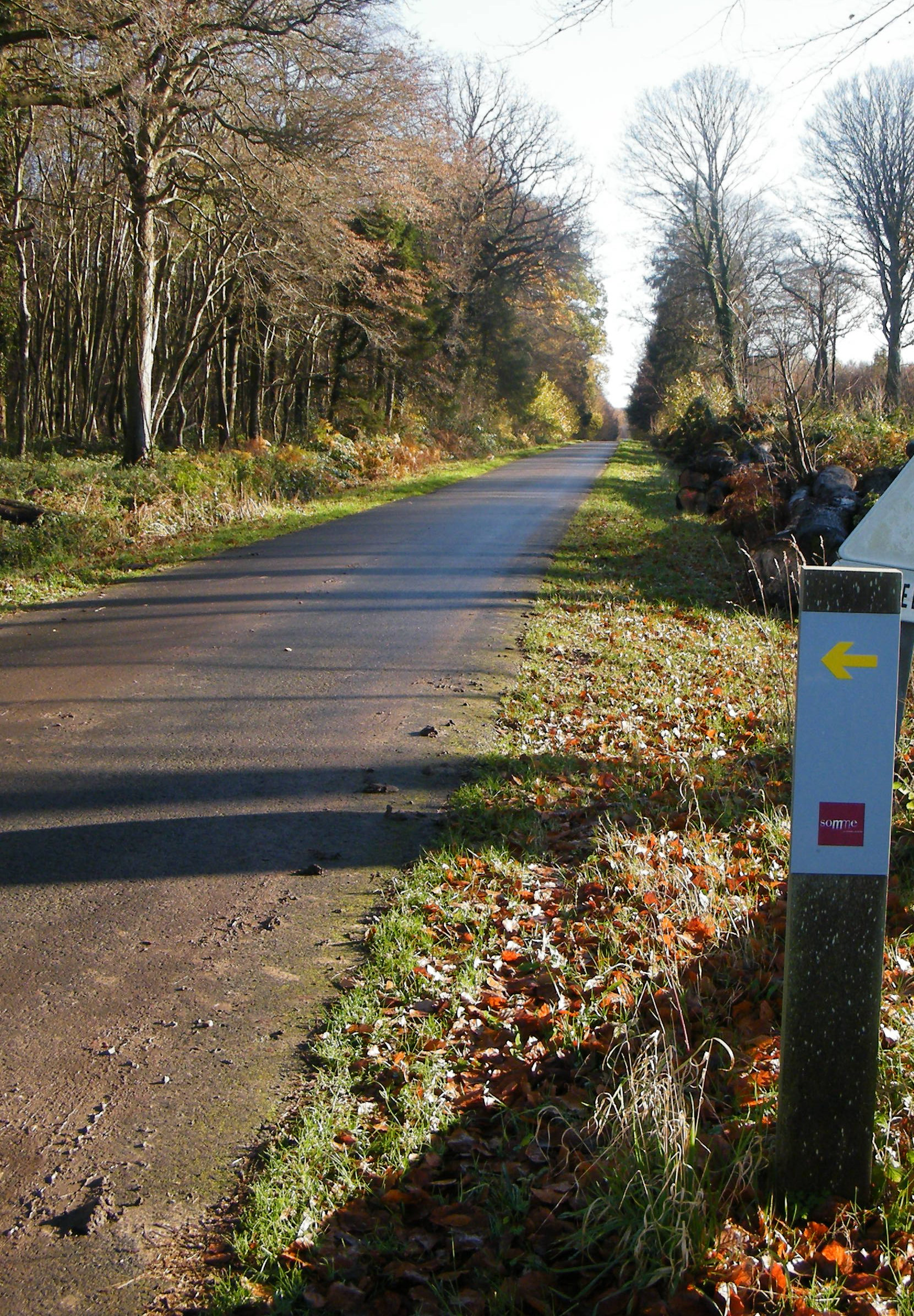
La forêt de Crécy offre de riches balades.
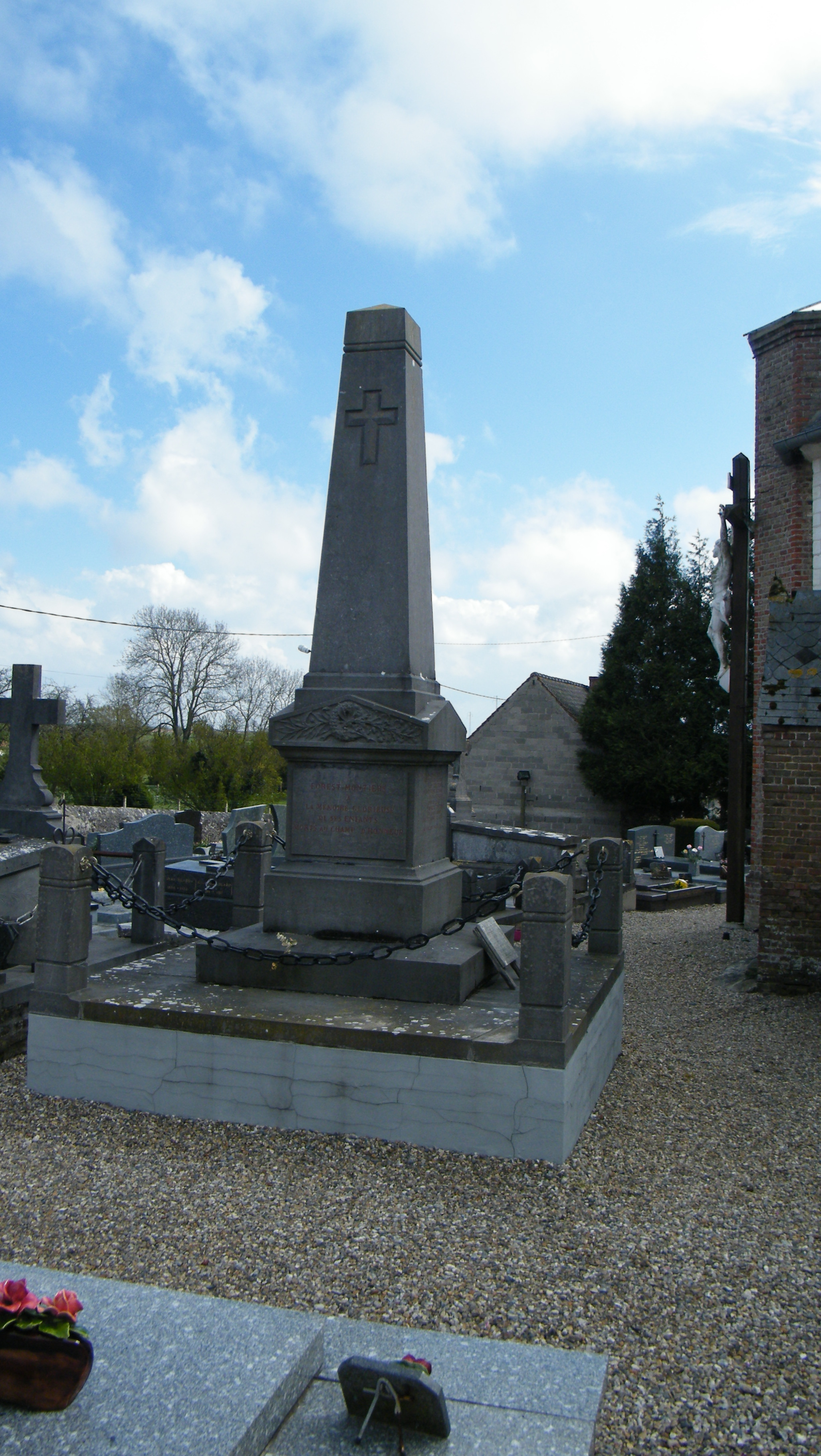
Le monument aux morts est situé dans le cimetière.
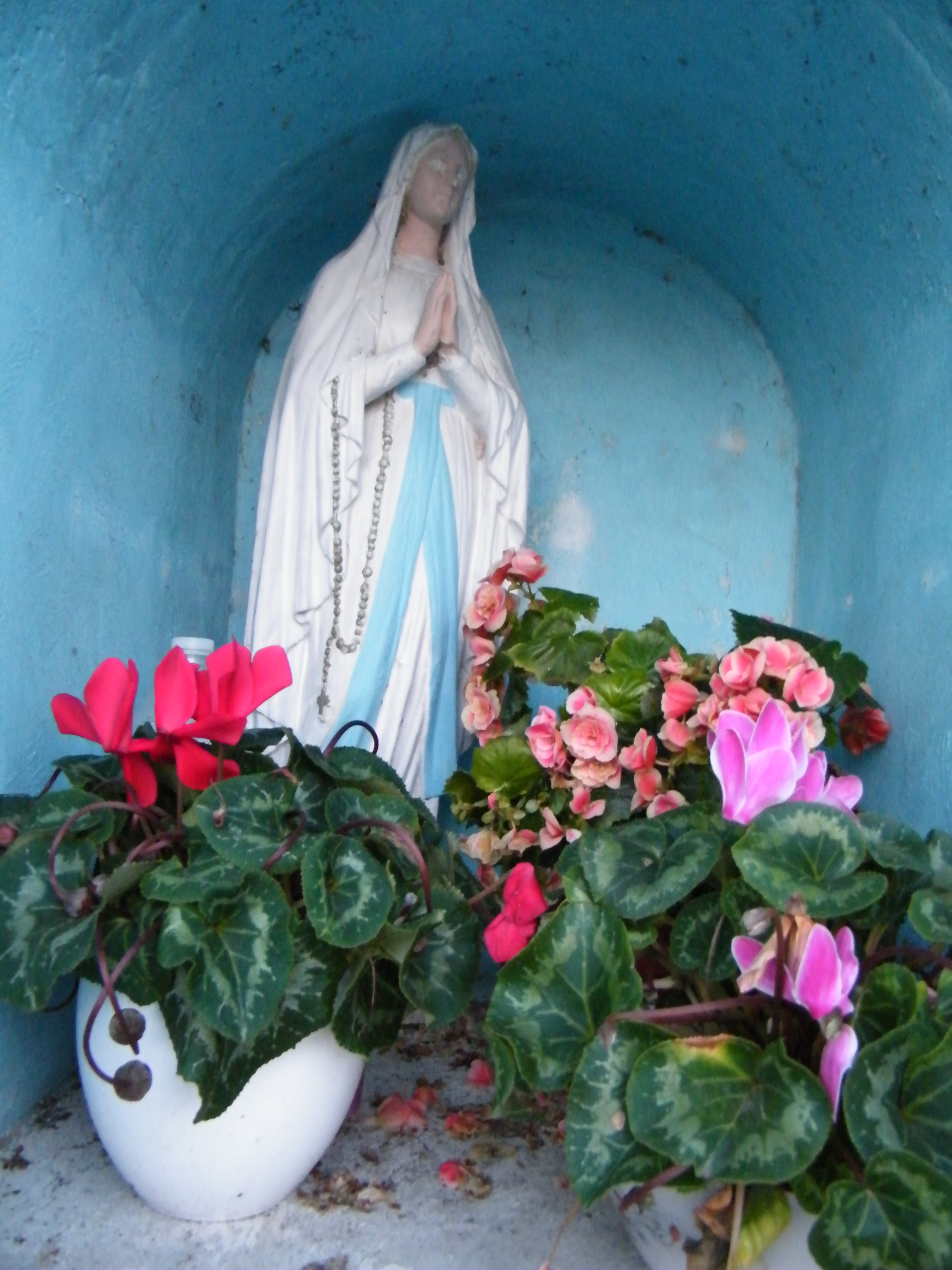
Notre-Dame des quatre chemins.
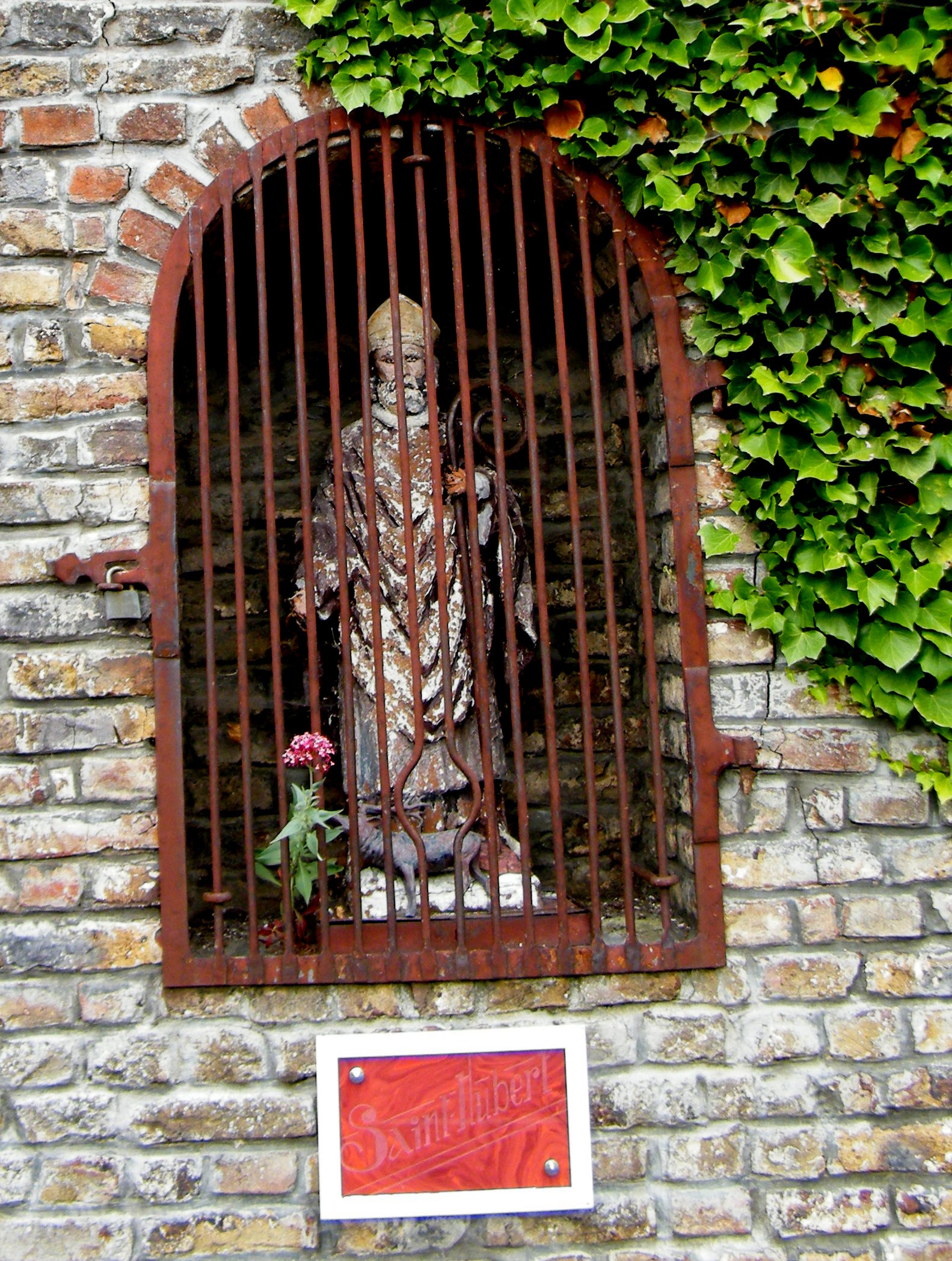
Saint Hubert, patron des chasseurs, avec son cerf.
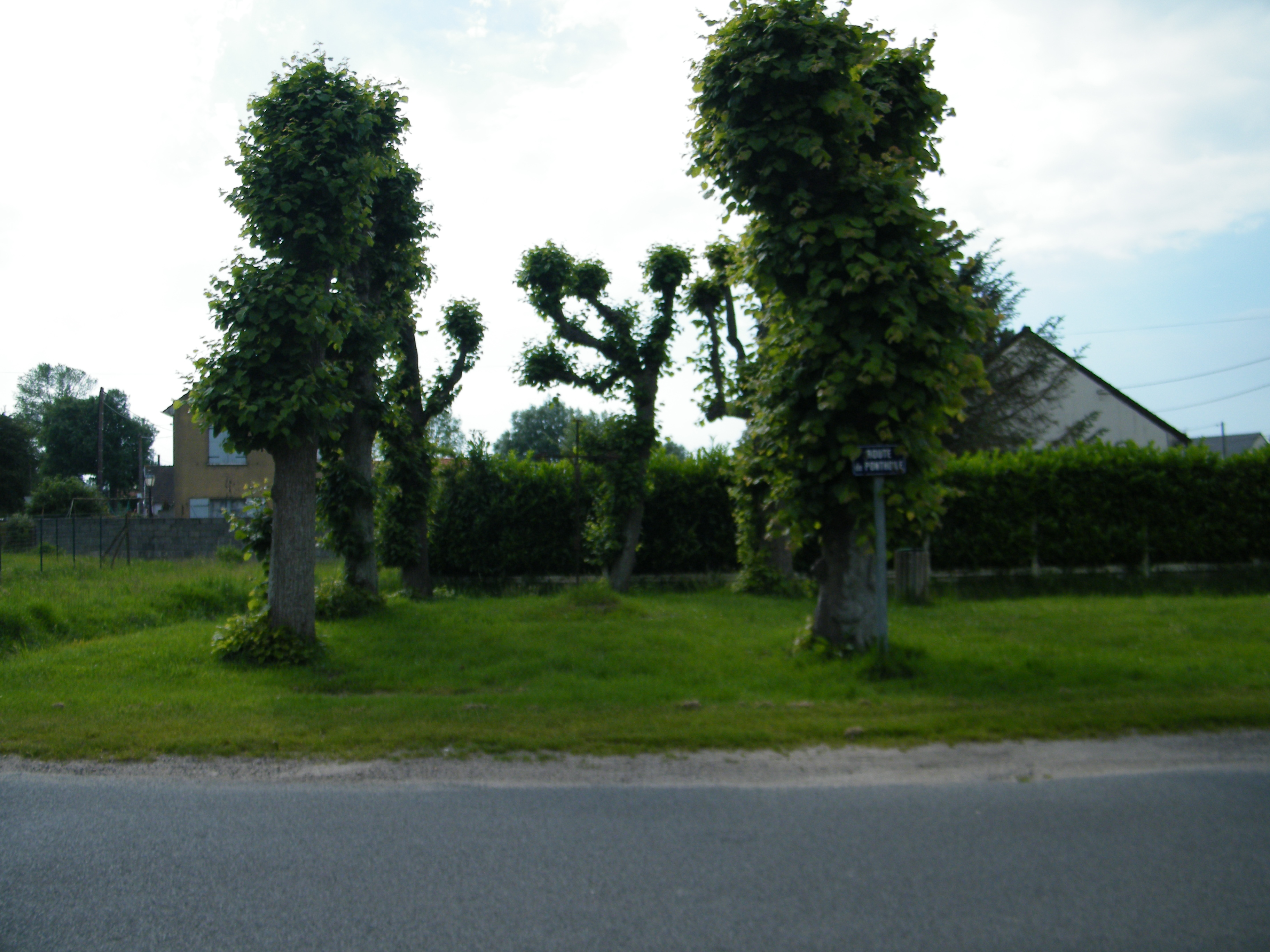
Croix de mission, Neuville, rue de Ponthoile.

### Patrimoine naturel
Les zones humides locales constituent une partie du site Ramsar de la Baie de Somme et des marais arrière-littoraux (28 communes) dont l'avifaune atteint 365 espèces d'oiseaux sur plus de 19 000 hectares.
La base de données « Clicnat » de l'association Picardie Nature recense 313 espèces ou taxons d'animaux sauvages à Forest-Montiers, à la date du 25 octobre 2022,.
214 ha de la forêt de Crécy sont situés  sur le territoire communal. Dans le cadre d'une politique de fermeture des routes forestières, l'Office National des Forêts (ONF) met en place l'interdiction d'entrer en forêt pour les véhicules automobiles. Le village de Bernay-en-Ponthieu est concerné en premier. Au 1er novembre 2019, le passage des véhicules est interdit aux particuliers à partir du village de Forest-Montiers. Les autres accès font l'objet d'une mise à l'étude de la fermeture. Le maire de Crécy réclame la concertation et demande la réouverture des routes,.

### Personnalités liées à la commune

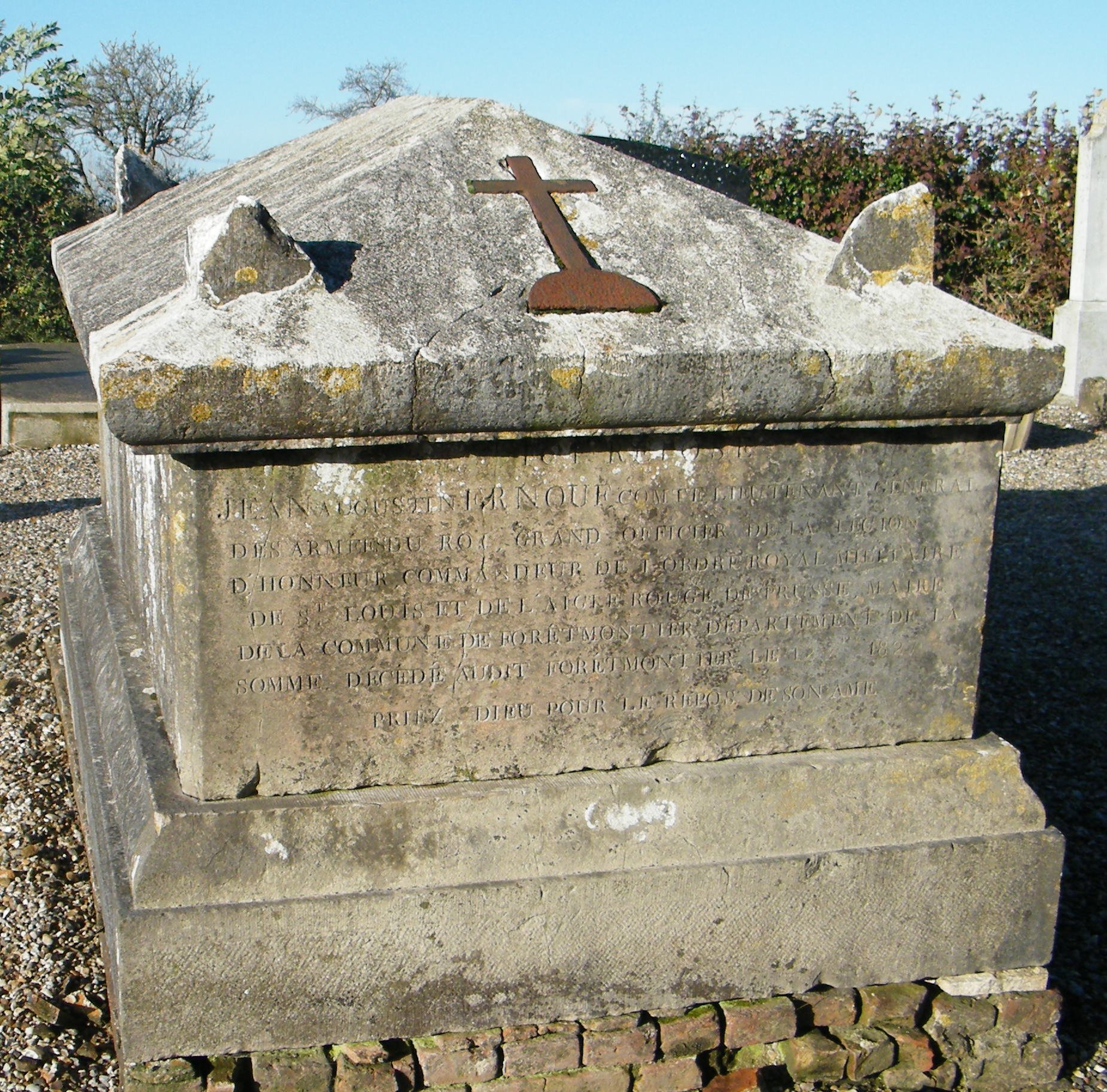
Jean Ernouf, tombeau dans le cimetière.

- Riquier (~570-645), saint évangélisateur de la Picardie, initiateur de la construction de l'abbaye.
- Hugues Ier de Ponthieu (-1000), avoué de Saint-Riquier et de Forest-Montiers.
- L'abbé Foulque, construit une tour de défense dans le village contre les Normands.
- Guérard de Ponches, écuyer, possède  en 1379 un fief à Crécy et un autre à Neuville-sous-Forest-Montiers (actuel Neuville).
- Charles de France, duc d'Orléans (1522-1545), fils du roi de France François Ier, mort à Forest-Montiers.
- Jean-Baptiste de Valois, receveur de l'abbatiale. Le 27 janvier 1780, décès de Jean Baptiste de Valois, 48 ans, ancien receveur du prieuré d'Abbeville, inhumé à Forest-Montiers[10].
- Jean Ernouf (1753-1827), baron et général de division sous la Révolution et l'Empire, mort à Forest-Montiers.
- Marie Joseph Eugène Bridoux (1856-1914), général français, mort au combat durant la guerre 1914-1918, il tenait ses origines dans la commune de Forest-Montiers.
- Henri Poupart (1873-1941), conseiller d'arrondissement d'Abbeville, du canton de Nouvion, chevalier de la légion d'honneur et du mérite  agricole, membre de la chambre départementale d'agriculture, président du Syndicat agricole du Marquenterre, membre des jurys de concours hippiques boulonnais et dans les concours de la Somme et du Pas-de-Calais, maire de Forest-Montiers.

### Héraldique
| Blason de Forest-Montiers | Blason  | Parti : au 1er d'argent à un hêtre arraché au naturel, au 2d de gueules à un moine bénédictin tenant un livre ouvert d'or ; à une plaine ondée d'azur brochant sur le tout. |
| Blason de Forest-Montiers | Détails | Adopté le 29 octobre 2021. |